# Gaz intestinal
Pour les articles homonymes, voir PET.

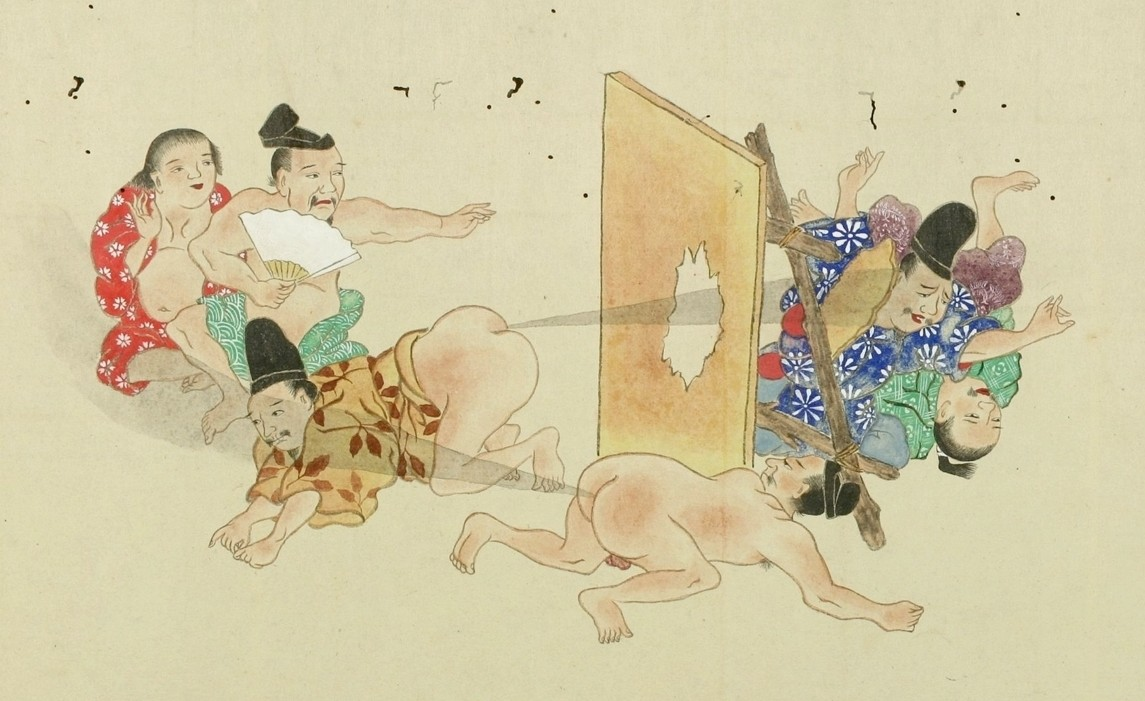
La célèbre bataille de pets, une fresque japonaise du XIXe siècle.

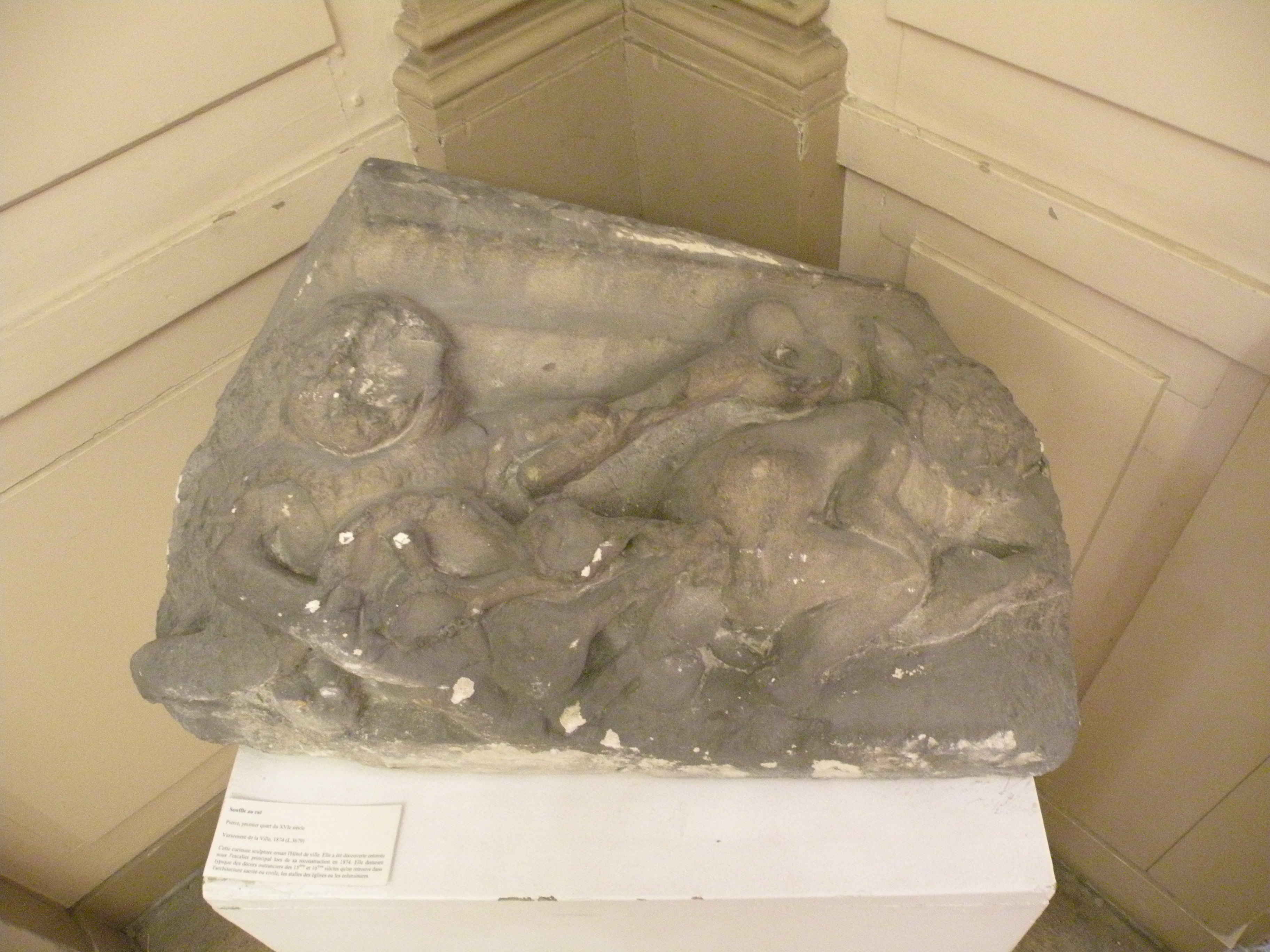
Sculpture dite du « Souffle au cul » datant du XVI et ornant l'Hôtel de ville de Compiègne.

Le gaz intestinal est le gaz produit dans les intestins. Le terme gaz ou flatulence désigne en médecine l'émission de gaz intestinal par l'anus, ce qui correspond aux « pets » dans sa version bruyante ou « vesse » dans sa version silencieuse, en langage populaire, et « vent » dans le langage courant, ou « prout » dans le langage familier et enfantin.
L'émission de ces gaz par l'anus, appelée la flatulence, se distingue de leur expulsion par la bouche (l'éructation), ou du météorisme lorsqu'ils sont impossibles à évacuer.

## Production
Les gaz intestinaux sont principalement le résultat de la fermentation des matières décomposées. Issus de la fermentation due au microbiote intestinal, chez l'être humain ces gaz sont d'autant plus présents que des protéines complexes se décomposent. La consommation de légumes secs avec leurs téguments (flageolets — en raison de leur forte teneur en oligosaccharides — lentilles, soja) et de viandes rouges en augmente donc la production. La dégradation de la plupart des féculents, y compris les pommes de terre, le maïs, les pâtes et le blé (mais pas le riz) est achevée par la flore du gros intestin, produisant des gaz.

## Composition
Le gaz intestinal est principalement issu de l'air inhalé (diazote et dioxygène) et avalé en même temps que les aliments ou relâché par les aliments en cours de digestion, et de l'activité du microbiote intestinal, notamment de la fermentation des matières décomposées : méthane (inflammable), dioxyde de carbone (produit par la respiration aérobie des organismes présents dans le tube digestif). Les autres composants du « pet » sont l'hydrogène (inflammable), certains gaz odorants sulfurés (odeur d'œuf pourri) ainsi que quelques autres gaz tels que les composés phosphatés, scatol et indole. 99 % de ces gaz sont inodores, les 1 % restant responsables de l'odeur des pets sont trois gaz sulfurés (le sulfure d'hydrogène dont la concentration dans les flatulences de l'humain vont de 1 à 3 ppm, le méthanethiol et le sulfure de diméthyle).
En moyenne, une personne libère par jour de 0,5 à 2 L de gaz, en 12 à 25 occasions. Chez les ruminants, 5 % des gaz sont évacués par les flatulences, 95 % sont émis par l'éructation (éjection spasmodique de gaz du rumen) qui soulage la pression des gaz générée durant le processus de fermentation prégastrique due à la rumination. Par exemple, sur une période de 24 heures, une vache éructe 500 litres de méthane et 1 050 litres de CO2.

## Émission des gaz
L'évacuation par l'anus des gaz intestinaux accumulés se fait de façon réflexe ou intentionnelle. C'est un signal important de bon fonctionnement du côlon. Le personnel médical suit de près le retour des « gaz » après une chirurgie. Une distension pathologique de l'intestin peut survenir si une personne retient trop ses gaz. Cette distension entraîne la constipation. Si une personne retient ses gaz durant la journée, ils seront souvent libérés pendant le sommeil lorsque le corps est détendu.

## Effet sur le climat

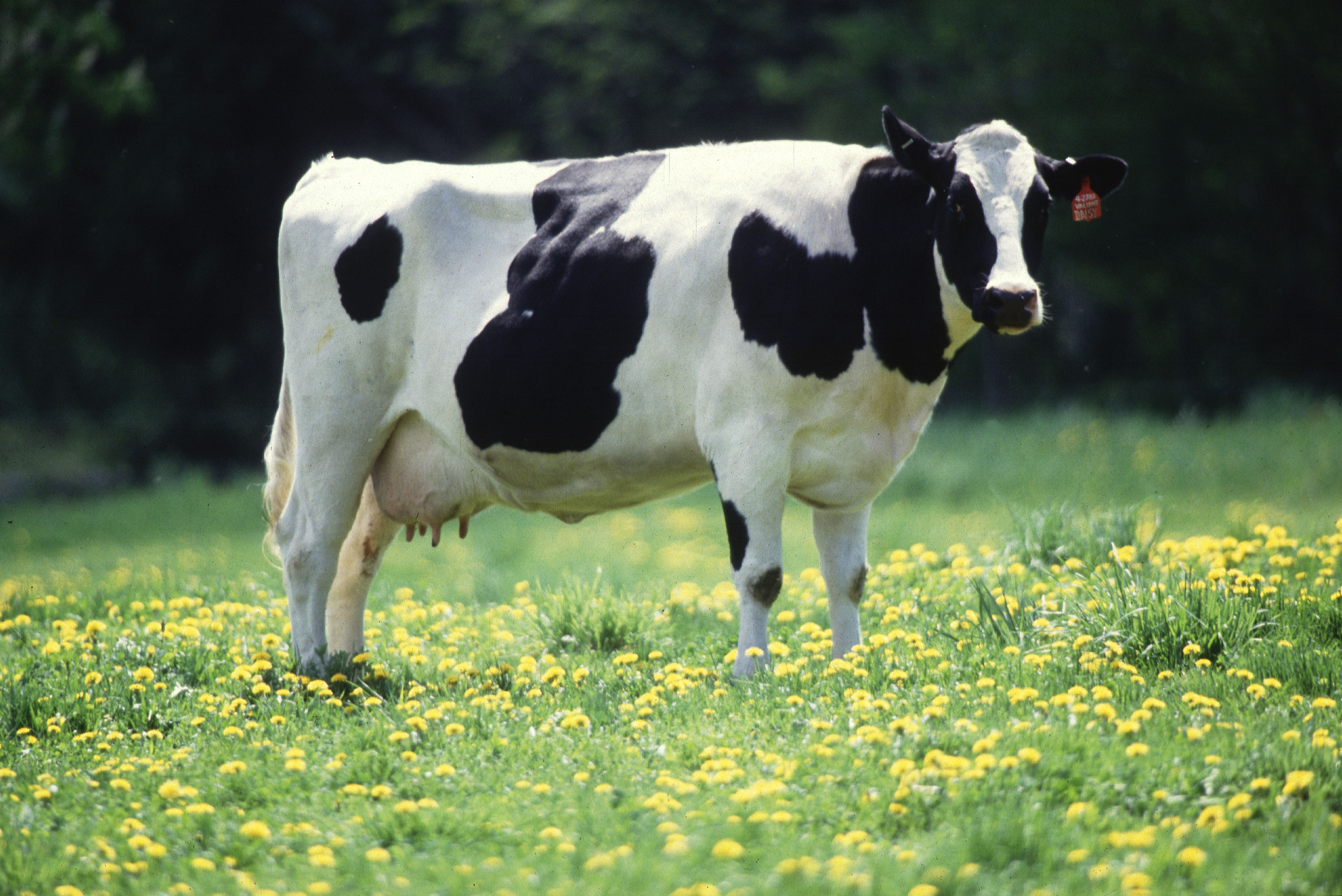
Ce sont les éructations des bovins domestiques, plus que leurs flatulences, qui constituent un problème environnemental.

Aucune évaluation n'a été effectuée pour les ruminants sauvages (gnous, gazelles, antilopes, girafes, cerfs, etc.), mais on estime que les ruminants domestiques sont une source importante de gaz à effet de serre. Cependant, c'est plus par la bouche que par l'anus que les ruminants expulsent le méthane (à 95%)
Les émissions de méthane sont estimées comme suit (compte non tenu, donc, des ruminants sauvages) :
(Note : 1 Mt = 1 mégatonne = 1 million de tonnes) :
1. Marais et zones humides : 150 Mt/an ;
2. Le bétail et la fermentation du fumier, donc l'agriculture : 115 Mt/an[9]. En effet, une vache peut par exemple produire jusqu'à 500 l de méthane par jour, soit quelque 182 500 l/an ;
3. L'exploitation des ressources énergétiques : 110 Mt/an ;
4. Les plantes et forêts : 75 Mt/an ;
5. Les rizières : 75 Mt/an ;
6. Décharges et traitement des déchets : 65 Mt/an ;
7. La combustion de biomasse : 40 Mt/an ;
8. Phénomènes non compris d'origine océanique : 20 Mt/an ;
9. Termites : 15 Mt/an ;
10. Clathrates : 10 Mt/an ;
11. Permafrost : 10 Mt/an. Par son réchauffement il y a ré-activation de fermentations qui produisent du Méthane à partir de matières organiques fossiles et/ou libération de méthane (bio-gaz) prisonnier (à préciser, ref nécessaire).

## Pathologie
Lorsqu'il existe une accumulation de gaz intestinal, habituellement par augmentation de la production, il s'agit de flatulence. Le gaz intestinal peut également s'accumuler du fait d'une aérophagie ou, cas plus grave, lors d'une occlusion intestinale.

## Aspects culturels

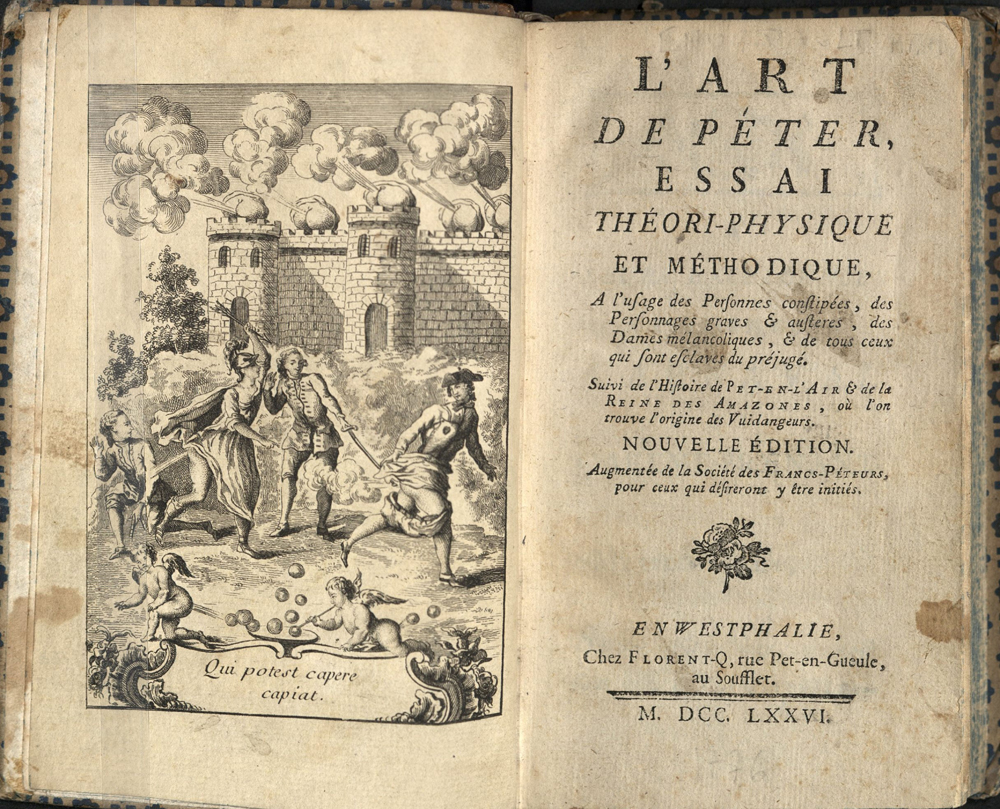
L'Art de péter, essai de Pierre Thomas Nicolas Hurtaut, 1776.

Le bruit fréquemment produit lors de l’échappement des gaz est provoqué par la vibration du sphincter ou par la compression des fesses. Le son produit varie principalement en fonction de la fermeture du sphincter et de la vitesse du gaz propulsé.
Dans les classes dominantes des sociétés occidentales contemporaines, ainsi que dans la Bagdad des Mille et une nuits, le pet en public est vu comme un manque de savoir-vivre et de maîtrise corporelle, et peut être interprété comme une offense[réf. nécessaire]. Selon le contexte le pet peut manifester l’humour ou le mépris.[réf. nécessaire]
Chez les Koma des monts Atlantika (Cameroun), les bouffons pratiquent le pet lors des cérémonies rituelles. Les premiers administrateurs coloniaux sont à l’origine du qualificatif « péteurs » longtemps associé au nom des Koma. Comme le précise Edmond Dounias, « ceci tient à l’accueil qui leur fut fait par les bouffons lors d’une tournée inopinée en pleine cérémonie rituelle. Aujourd’hui encore, cette dénomination racoleuse et irrespectueuse est reprise par les Occidentaux avides d’« exotisme », alors que ce comportement anecdotique propre aux bouffons, est signalé dans nombre d’autres sociétés africaines ».
Le pet est également symbole de relâchement vis-à-vis des contraintes sociales concernant le corps. En témoigne le pet du personnage de Michel Piccoli dans La Grande Bouffe, qui meurt de s'être trop retenu. Dans la série South Park, Kenny meurt de combustion spontanée dans l'épisode éponyme (S03E02) car il s'est retenu trop longtemps pour ne pas péter devant sa petite amie.

Panneau humoristique sur le pet.

On peut relever comme pratiques humoristiques l'emploi du coussin péteur à poser sur un siège (on fait asseoir une personne sur le coussin et le coussin produit un bruit), ou la production d'un son imitant celui du pet avec la bouche, ou avec une main placée sous l'aisselle. Le pet est considéré dans les classes dominantes comme un manque d'éducation, mais le contrepied est présenté dans le film La Soupe aux choux, où un extra-terrestre est attiré par les pets lâchés par deux paysans, et les interprète comme des appels amicaux. Le pet peut être utilisé en vue de produire un effet. Certains usent leurs talents de maîtrise musculaire pour jouer diverses mélodies avec leurs pets tels Le Pétomane et Mr. Methane, tandis que d'autres arrivent à enflammer leurs pets.

La bataille des pets (1864). Waseda University Library,
Waseda, Japon (cliquer sur l'image pour agrandir).